# Magneto
Magneto – rodzaj prądnicy używającej magnesów trwałych do wytwarzania okresowych impulsów prądu przemiennego.  
W języku polskim do ogólnego określenia niewielkich prądnic z magnesami trwałymi (stosowanych przede wszystkim w rowerach) utarło się określenie dynamo, które w języku angielskim zastrzeżone jest dla prądnic z komutatorem, tj. wytwarzających prąd stały (podczas gdy magneto w j. angielskim oznacza wyłącznie prądnicę wytwarzającą prąd zmienny).

## Zastosowanie
Magneto można uznać za element iskrownika. Zastosowanie:
- silniki bez niskonapięciowego obwodu elektrycznego, jak kosiarki czy piły łańcuchowe,
- silniki lotnicze, w których utrzymanie zapłonu niezależnie od reszty obwodu elektrycznego zapewnia pracę silnika w razie awarii zasilania np. z alternatora. Dla zwiększenia niezawodności, praktycznie każdy tłokowy silnik lotniczy jest wyposażony w dwa magneta, każdy dostarczający iskrę do każdego cylindra.